# Bidvest Wits
Bidvest Wits FC (officiële naam zonder sponsoraanduiding Wits University Football Club) is een Zuid-Afrikaanse voetbalclub uit Johannesburg die uitkomt in de Premier Soccer League.

## Geschiedenis
De club werd opgericht in 1921 door de studentenraad van de Universiteit van de Witwatersrand en speelt op het universiteitsterrein in het Bidveststadion dat plaats biedt aan 5.000 toeschouwers. Sinds 1975 speelt de club op het hoogste niveau. In 1978 won de club de Beker van Zuid-Afrika, die toen de Mainstay Cup heette. In 2010 won Bidvest de beker, die toen de Netbank Cup heette, een tweede keer.
In mei 2013 werd Gavin Hunt aangesteld als hoofdtrainer. Na twee opeenvolgende derde plaatsen en een tweede plaats loodste hij Bidvest in het seizoen 2016/17 naar de eerste landstitel in de clubgeschiedenis. Het seizoen daarop eindigde Bidvest slechts dertiende, maar de club hield Hunt aan boord. Hunt beschaamde dat vertrouwen niet en leidde de club in het seizoen 2018/19 opnieuw naar een derde plaats. 

## Erelijst
- Landskampioen

2016/17
- Beker van Zuid-Afrika

1978, 2010
- Telkom Knockout[2]

1985, 1995, 2017
- Mvela Golden League

2005/06
- MTN 8[3]

1984, 1995, 2016

## Eindklasseringen
| Seizoen | №  | Clubs | Divisie          | Duels | Winst | Gelijk | Verlies | Doelsaldo | Punten |
| ------- | -- | ----- | ---------------- | ----- | ----- | ------ | ------- | --------- | ------ |
| 2010/11 | 6  | 16    | ABSA Premiership | 30    | 10    | 10     | 10      | 47–39     | 40     |
| 2011/12 | 12 | 16    | ABSA Premiership | 30    | 7     | 12     | 11      | 31–38     | 33     |
| 2012/13 | 4  | 16    | ABSA Premiership | 30    | 11    | 11     | 8       | 34–32     | 44     |
| 2013/14 | 3  | 16    | ABSA Premiership | 30    | 16    | 8      | 6       | 34–20     | 56     |
| 2014/15 | 3  | 16    | ABSA Premiership | 30    | 15    | 7      | 8       | 34–25     | 52     |
| 2015/16 | 2  | 16    | ABSA Premiership | 30    | 17    | 6      | 7       | 44–24     | 57     |
| 2016/17 |    | 16    | ABSA Premiership | 30    | 18    | 6      | 6       | 47–22     | 60     |
| 2017/18 | 13 | 16    | ABSA Premiership | 30    | 9     | 9      | 12      | 27–36     | 36     |
| 2018/19 | 3  | 16    | ABSA Premiership | 30    | 16    | 6      | 8       | 45–29     | 54     |
| 2019/20 |    | 16    | ABSA Premiership | 30    |       |        |         |           |        |

## Trainer-coaches
- Roger De Sá (2001–2005)
- Boebi Solomons (2005–2007)
- Roger De Sá (2007–2012)
- Antonio López (2012)
- Clive Barker (2013)
- Gavin Hunt (2013–)

## Bekende (oud-)spelers
- Gary Bailey
- Bradley Carnell
- Tony Coyle
- Pat Crerand
- Marcos De Jesus
- Josta Dladla
- Rowen Fernandez
- Stanton Fredericks
- Peter Gordon
- Richard Gough
- Moeneeb Josephs
- Darren Keet
- Kees Kwakman
- Tsietsi Mahoa
- Frank McGrellis
- Benson Mhlongo
- Faty Papy
- Steven Pienaar
- Gert Schalkwyk
- Fikru Tefera
- Eric Tinkler